# Daniel Lebiedziński
Daniel Lebiedziński (ur. 28 lutego 1984) – polski futsalista, zawodnik z pola, reprezentant Polski.Obecnie zawodnik występującego w 1 Polskiej Lidze Futsalu grupa północna Klubu Sportowego Futsal Leszno.
Daniel Lebiedziński po rocznej przerwie, w sezonie 2017/2018 będzie reprezentował I ligowy KS Futsal Leszno.  W latach 2014–2016 grał w Euromasterze Chrobry Głogów. W sezonie 2013/2014 był zawodnikiem Wisły Krakbet Kraków, z którą zdobył Puchar Polski, a sezon wcześniej grał dla Marwitu Toruń. W latach 2005–2012 grał dla Akademii FC Pniewy, z którą w sezonach 2009/2010, 2010/2011 i 2011/2012 zdobywał Mistrzostwo Polski. Z Akademią w sezonie 2008/2009 zdobył także Puchar Polski. Wcześniej był zawodnikiem P.A. Nova Gliwice i Radanu Gliwice. W rozgrywkach UEFA Futsal Cup Daniel Lebiedziński zadebiutował w barwach P.A. Nova Gliwice w 2003 roku, w wygranym 14:1 meczu z FC Olimpic Tirana. W sumie w Pucharze UEFA, w którym grał dla Wisły, Akademii i P.A. Nova rozegrał piętnaście spotkań, w których strzelił pięć bramek. W reprezentacji Polski w meczu o punkty pierwszy raz zagrał w 2004 roku w meczu eliminacji Mistrzostw Europy 2005 przeciwko reprezentacji Bośni i Hercegowiny.